# Сулакское водохранилище
Сулакское водохранилище — водохранилище на реке Большой Иргиз в Краснопартизанском, Балаковском и Пугачёвском районах Саратовской области России.
Площадь водного зеркала — 20 км², объём — 0,115 км³. Высота над уровнем моря — 22 м.
Через водохранилище проходит Саратовский оросительно-обводнительный канал имени Е. Е. Алексеевского, построенный в 1967—1972 годах. Водохранилище является источником воды для этого канала. Общий водозабор из него составляет около 0,321 км³ в год. В Сулакское водохранилище вода, в свою очередь, поступает по самотёчной части канала из Саратовского водохранилища.